# 豪斯克里克鎮區 (北卡羅萊納州韋克縣)
豪斯克里克鎮區（英語：House Creek Township）是位於美國北卡羅萊納州韋克縣的一個鎮區。

## 地方資料
豪斯克里克鎮區的面積為57.10平方千米，當中陸地面積為56.97平方千米，而水域面積為0.13平方千米。根據2020年美國人口普查的數據，當地共有人口63429人，而人口密度為每平方千米1,110.84人。